# Папа Климент XII
Папа Климент XII (лат. Clemens Duodecimus; Фиренца, Велико војводство Тоскана, 7. април 1652. — Рим, Папска држава 6. фебруар 1740), световно име Лоренцо Корсини (итал. Lorenzo Corsini) је био 246. папа од 12. јула 1730. до 6. фебруара 1740.